# Georgetown, Minnesota
Georgetown är en ort i Clay County i delstaten Minnesota, USA.